# Louis Cordier
Pierre Louis Antoine Cordier (Abbeville, 31 de març del 1777 – París, 30 de març del 1861) va ser un geòleg francès, fundador de la Societat Francesa de Geologia. Va ser professor de geologia al Muséum national d'histoire naturelle de Paris des de 1819 a 1861.

## Família
Cordier nasqué a Abbeville el 1777 provinent d'una família d'origen anglès. L'any 1817 es casà amb Cécile Borgella, neboda de Louis Ramond de Carbonnières. Van tenir sis filles.

## Carrera
Cordier entrà a l'École des mines el 1794 i seguí els cursos de Louis Nicolas Vauquelin (1763–1829), René Just Haüy (1743–1822) i Déodat Gratet de Dolomieu (1750–1801).
Va acompanyar Napoleó I a la seva expedició a Egipte de 1798 a 1799. El 1802 publicà Mémoire sur le mercure argental, i el 1808 Description du dichtoïte, sobre la mineralogia. Cordier publicà, el 1816, un informe sobre el basalt: Sur les substances minérales dites en masse, qui servent de base aux roches volcaniques.
El 1822 va ser escollit membre de l'Académie des sciences. Participà en la fundació de la Société géologique de France). El 1837 va ser fet comandant de la Légion d'honneur, i Gran oficial el 1859; El 1839 va ser fet un Par de França.
Cordier començà a treballar al Muséum national d'histoire naturelle el 1819, succeint Barthélemy Faujas de Saint-Fond (1741–1819) en la càtedra de geologia.

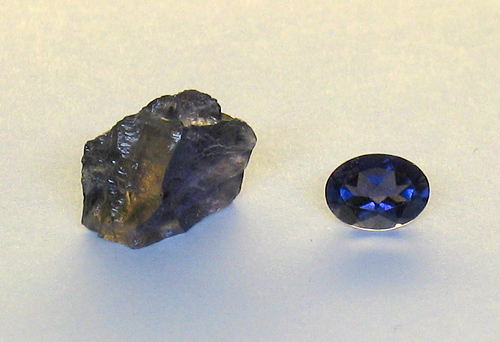
Un espècimen de cordierita, mostrant dicroisme (a l'esquerra)

## Commemoració
Cordierita, un mineral ciclosilicat, el recorda.